# 羅比·迪亞克
羅比·迪亞克（英語：Robbie Diack；1985年11月12日—）是一位愛爾蘭橄欖球運動員。他是愛爾蘭國家橄欖球隊的一員，代表愛爾蘭參加了2015年橄欖球六國賽。